# モン・スニ鉄道

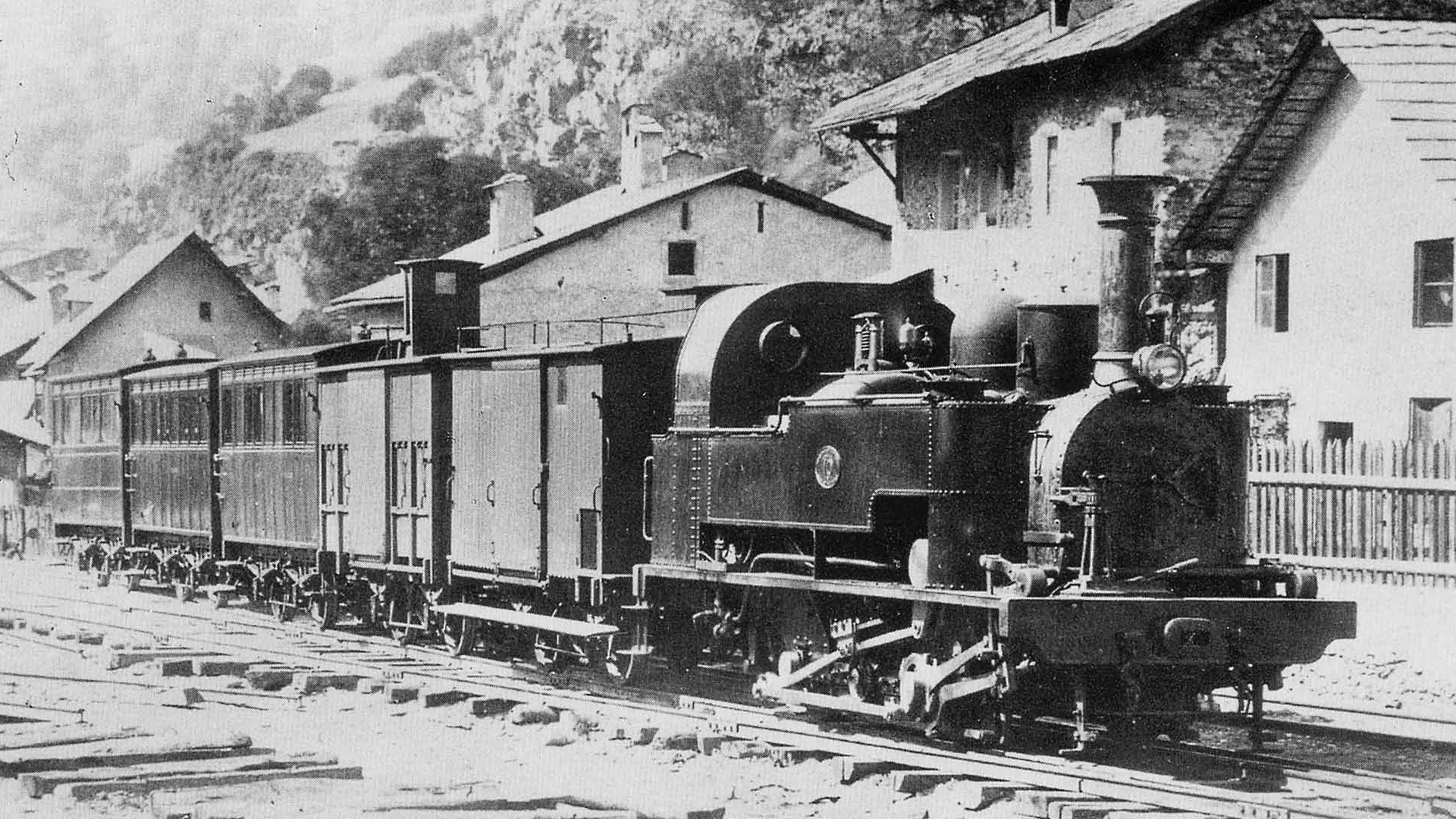
1868年から1871年まで使用されたフェル式鉄道の列車

モン・スニ鉄道（モン・スニてつどう、フランス語: Chemin de fer du Mont-Cenis、イタリア語: Ferrovia del Moncenisio）は、フランス南東部とイタリア北西部の間でアルプス山脈にフレジュス鉄道トンネルを建設する期間中、1868年から1871年までの間、何度かの中断を挟みながらも運行されていた鉄道である。世界で最初の山岳鉄道であった。ジョン・フェルが設計し、ここで用いられた3本のレールを用いたフェル式鉄道は、他の山岳鉄道においても用いられることになった。鉄道路線は全長77キロメートルあり、軌間は1,100ミリメートル（3フィート7と16分の5インチ）、最急勾配は9パーセントであった。イギリスからインドまで、全長1,400マイル（約2,300キロメートル）に及ぶオールレッドルートを郵便物を運ぶために用いられた。
多くのイギリスの請負業者、技術者、投資家によって1864年にイギリスで会社が設立され、鉄道建設の許可をフランス・イタリア両政府から得ようとした。かかわった人物としてはフェルの他に、トーマス・ブラッシー、ジェームズ・ブランリーズ、アレクサンダー・ブログデンらがいた。建設許可を得て、1866年に彼らは鉄道の建設と運営を行うモン・スニ鉄道会社を設立した。この鉄道は最終的にはトンネルに置き換えられることになってはいたが、運営期間中に建設費を償還した上で利益をもたらすと彼らは考えていた。この会社ではイギリス人の機関士や作業員を雇っていた。
実際には、鉄道の建設には多くの遅延が発生し、営業を開始できたのは1868年6月15日のことになった。一方、新しいトンネル工法が開発されたため、トンネルの建設は予想されたよりも早く進み、トンネルは1871年10月16日に開通した。これは峠を越える鉄道の営業期間が当初期待されたより短くなることを意味し、投資者にかなりの損失をもたらした。しかし、フェル式鉄道の技術は証明され、他の多くの山岳鉄道に用いられることになった。
この鉄道が建設されるまでは、鉄道の旅客は夏には馬が牽引するディリジェンスと呼ばれる駅馬車で、冬にはそりで、アルプス山脈を越えなければならなかった。
この峠の鉄道は、トンネル鉄道と区別するためにしばしばモン・スニ山頂鉄道とも呼ばれる。

## 発端
1860年代初めまでに、フランスのカレーからイタリアのブリンディジに至る1,400マイル（約2,240キロメートル）の大半の区間に鉄道が完成しており、そのほとんどはトーマス・ブラッシーとジョン・フェルの手によるものであった。残された唯一最大の問題は、アルプス山脈の横断であった。フレジュス鉄道トンネル（モン・スニトンネル）の工事は1857年に始まっていたが、従来からの道具と火薬を用いたのでは建設に多くの年月を要するものと見込まれていた。
カレーからブリンディジまでの鉄道がすべてつながり、そこからエジプトのアレクサンドリアまで船で渡るようになれば、カレーからマルセイユまで鉄道を利用してそこから船を利用するというその時点まで用いられていた手段に比べて、イギリスからインド、中国、オーストラリアといった地域への旅行の所要時間をおよそ30時間短縮できるとされた。郵便物、旅客、貨物の往来の増大により、アルプスの障害を横断できるようにすることが利益を生むと見込めるようになり、また大英帝国の結びつきを強める機会にもなると思われた。1866年に英国学術協会の会合においてフェルは、モン・スニ峠を越えてアルプス山脈を横断する馬が牽引する既存の交通手段を改善する何らかの手段を設計するように4年前に依頼されていたことを報告した。従来型の鉄道にとっては勾配と曲線があまりにきついことから、どこにもこうした鉄道がこれまでに建設されたことはなかったが、フェルはどうにかこの場所に適したシステムを設計し、その特許を取得した。彼は最大勾配を12分の1(83パーミル）、最小曲線半径を2チェーン（約40メートル）と設定した。フランス・イタリア両政府は、このアイデアを十分な試験にかけることに合意した。詳細設計はバーケンヘッドのブラッシー・ジャクソン・ベッツ・アンド・カンパニー社のカナダ工場で、A・アレクサンダーが実施した。軌間は1,100ミリメートルであった。

## 実験
1863年から1864年にかけて、クロムフォード・アンド・ハイ・ピーク鉄道のホエーリー・ブリッジ近郊の勾配区間において、この鉄道を借り受けていたロンドン・アンド・ノース・ウェスタン鉄道の許可を得て、新しい機関車の試験が行われた。初期の試験は非公開であったが、1月には公開の実験が行われた。12分の1勾配（83.3パーミル）の勾配において、中央の駆動用レールなしでは軽量の機関車は走ることができなかったが、中央レールを用いることで、7トンの貨車4両を牽くことができることが示された。

## 建設許可
この情報により、トンネルが開通するまでの間峠を越える公道上に鉄道を建設する許可をフランス・イタリア両政府から得るための、モン・スニ免許会社が1864年4月12日に設立された。この会社に出資したのは、サザーランド公爵、トーマス・ブラッシー、モートン・ペト、エドワード・ベッツ、ジェームズ・リスター、トーマス・クランプトン、アレクサンダー・ブログデン、ジェームズ・クロス、フェル、ジェームズ・ブランリーズ、ジョセフ・ジョプリング、T・S・カットビル、C・ロウィンガーらであった。1株1,000ポンドの株式を、ブラッシーが3株、フェルが2株、ペトとベッツが1株を共有した以外は、それぞれ1株所有した。
会社を代表してフェルがフランス・イタリア政府に鉄道建設許可の交渉を行った。両政府とも資金負担は求められなかった。会社は鉄道事業そのもので利益を出すことを見込んでいた。フランス政府は、この仕組みが実現可能であることのさらなる証明を求めた。イタリア政府は、フランス政府が許可を出すなら自分たちも許可を出そうと述べた。さらなる証拠を提示するために、ランスブールから峠に至るジグザグの区間に沿って、2番目の試験線が建設されることになった。試験線は全長1.25マイル（約2キロメートル）で、制限勾配は12分の1（88.3パーミル）、平均勾配は13分の1（77パーミル）であった。標高5,321フィート（約1,596メートル）の地点から標高5,815フィート（約1,745メートル）の地点まで登る。レールは、ヴィットーリオ・エマヌエーレ鉄道から借用した。試験線は1865年1月23日に完成した。
この間、2番目の機関車がセント・ヘレンズのジェームズ・クロスによって製作され、彼が販売した最初の機関車となった。フェルと相談しながらアレクサンダーが設計した機関車であり、クロスが製作することになったのは、ブラッシーの工場が忙しかったからであろうとされる。

## 現地試験
試験は、フランス、イタリア、イギリス、オーストリア、ロシア政府の当局者が観覧した。600人の観客がいた。イギリス政府の代表はヘンリー・タイラーであった。試験は1865年2月28日から開始された。最初の機関車のみが使用可能であったが、試験はとても成功裏に実施された。タイラーは、2番目の機関車が現地に到着した春に再訪した。この機関車の一部の部品は強化が必要であり、その交換ができるまでは試験をすることは好ましくないと考えた。しかし試験は実施されて成功した。
現地試験は次第に毎日数回の走行を行うようになった。7月19日には、タイムズのフレデリック・ハードマンが観覧し、またフランスの当局者は6回目でかつ最後の訪問を行った。イタリア人向け、ロシア人向けの試験がさらに3日間行われ、7月31日にはジェームズ・ブランリーズに対しての特別な試験日が設けられた。これにより公式の試験は終了したが、非公式試験は11月末まで継続された。フランス政府は1865年11月4日に許可を出し、イタリア政府は12月17日に許可した。

## モン・スニ鉄道会社
1866年2月7日に、1862年会社法に基づく会社としてモン・スニ鉄道会社 (Mont Cenis Railway Company, MCR) が設立された。1株20ポンドの株が12,500株が発行され、各株について申込時に1ポンドが、発行時に3ポンドが、そして3か月を超えない間隔で4ポンドずつの払い込みがされることになっていた。
しかし、設立時期は最悪の時期であった。1866年1月に請負業者のワトソン・アンド・オーバーエンドが150万ポンドの負債を抱えて倒産し、2月5日には鉄道事業発起人のトーマス・サヴィンが破産した。
会社の取締役とその他の役員は、サザーランド公爵（社長）、ジェームズ・ハドソン（会長）、トーマス・ブラッシー、ヴァランブロサ公爵、アビンガー男爵、モートン・ペト、ロバート・ダラス、エドワード・ブラント、ジャーヴォイス・スミス、トーマス・クランプトン、W・B・バッディコム、アレクサンダー・ブログデン、フェル、ジェームズ・ブランリーズ（技術者）、T・S・カットビル（秘書）である。10月までにカットビルはW・J・C・カットビルに代わった。
1866年5月11日にオーバーエンド・ガーニー・アンド・カンパニーが倒産した。モートン・ペトとエドワード・ベッツも破産し、彼らの出資はなくなった。
8月には取締役らは、それぞれ5株ずつ余計に株を取得しなければ、ロンドン証券取引所の基準に達しないことに気づいた。8月23日までに、448人の株主によって8,678株が引き受けられた。この中には、ブラッシーの945株、ブログデンの792株、サザーランド公爵の542株、アビンガー男爵の292株、ブランリーズの137株、クランプトンの237株、フェルの242株があった。

## 建設
1866年初頭には、両政府に提出する詳細な平面図と断面図ができあがってきた。建設は3月に開始された。鉄道の全長は79.2キロメートルになるとされた。道路の標準幅10メートルのうち、鉄道の線路に4メートルを使うことが許され、残りの6メートルは両政府が保持して道路に用いることになった。ほとんどの道路は棚状の構造の上に造られていた。この構造は検査して、場所によっては強化したり拡張したりする必要があった。道路を行く動物が線路に入らないように、木製の柵を設ける必要があった。村落では、道路から線路が離れて専用の線路敷きを設ける必要があった。ヘアピンカーブになっている場所では、鉄道の最小曲線半径40メートルに合わせて調整する必要がある場所もあった。イタリア側ではこの道路は緩い勾配で造られた。しかしこの道路は雪崩に弱いことがわかり、通称「梯子」(Les Échelles) と称されるジグザグのきつい勾配の道路に置き換えられた。鉄道は、この「梯子」はあまりにきついことから、当初の道路に沿って敷かれたが、600メートルにわたって石造の雪崩覆いが必要となった。ミシュランマップによれば、サンミシェルから4,492フィート（約1348メートル）、スーザから5,178フィート（約1553メートル）登ることになる。フェルがモン・スニにおける管理重役に指名された。フランス側では直接労働者を雇用して工事が行われた。イタリア側では契約業者のジャノリ&カノーバが用いられた。

## 機関車
フェルは2種類の機関車を使おうと考えていた。1種類はランスブールとスーザからのきつい勾配区間を重い列車を牽引してゆっくり上るためのものであり、もう1種類はランスブールとサンミシェルの間のより勾配の緩い区間を速く走るためのものである。しかし他の重役によって却下された。アレクサンダーが機関車の技術者に指名され、ブラッシーのカナダ工場が機関車製造の指名を受けた。しかし1両を完成させてから、会社の重役らはフランスの法律によれば、フランスの特許に抵触する外国製の機械の輸入が禁止されていることに気づいた。フェルは少なくともフランスで1件の特許を取得していたのである。この段階に至り、フランスでもっとも評判のよい製造業者は忙しかったため、アレクサンダーがあまり好ましくないと報告していたにもかかわらず、パリのエルネス・グインに発注することになった。8月の時点では、1867年2月、3月、4月に機関車が到着すると期待されていた。この機関車はアレクサンダーによって設計され、取締役会の承認を得ていた。他の車両はパリのシュヴァリエ・シェリュ (Chevalier, Cheilus & Cie)で製作されることになった。

## 1866年9月

### 現地訪問の報告
1866年9月初め、アビンガー男爵、ブログデン、ヴァランブロサ公爵は工事現場を訪れた。彼らは、工事現場には2,200人が雇われており、路線両端部と高原になっている区間ではレールが敷かれ始めており、第三次イタリア独立戦争の影響で馬が不足しているということを確認した。フランス側では、道路の基礎になっている石がとても大きく、柵を立てるための穴を開けるために発破が必要となっていた。機関車は問題になる可能性があったが、それ以外に開業を遅らせそうに思われるものはなかった。

### 洪水
この夏は冷夏であり、例年通りには氷が融けなかった。数日にわたって温かい雨が降り続いた後の9月25日に、アルク川の支流が本流へと岩を押し流し、そこに天然ダムを形成して水がたまった。最終的にこの天然ダムが決壊し、洪水がテルミニヨンからサンミシェルまでの間の50か所に被害をもたらした。
ランスブールからスーザまではすべて問題なかった。雪が降りだして工事が中断した12月初頭までには、路盤工事はほぼ完成していた。

## 1867年2月の総会
1867年2月19日、半年ごとの総会の第2回において、5月までには路線のほとんどの準備ができると株主に説明された。3月4日には、フェルは取締役会に対して、9月に開通すると見込んでいると報告を送った。4月4日には、取締役会に対し機関車の製作が予定よりかなり遅れていると報告された。最初の機関車は5月1日までに使用可能となり、2両目は6月に、さらに残りの機関車はその後1週間に1両のペースで納入されるとされた。また最初の客車は車輪以外は完成しているとされた。

## 1867年8月

### 商務庁検査
1867年8月半ばに商務庁は鉄道路線とトンネルを検査するためにタイラー大佐を派遣した。彼は現地へ向かう途中、パリにおいて製作中の機関車と客車を検査した。8月22日の時点では、サンミシェルとランスブールの間の修理は未完成であった。しかし8月26日には試験走行が試みられた。グイン製の2両の機関車が納入されていたが、どちらもまだ運転の準備ができていなかった。そこでジェームズ・クロスによってセント・クロスで2両製作されたイギリス製の機関車のうち2両目を使用した。アレクサンダー・ブログデンがこの時点で現地にいた。彼は試験の説明をサザーランド公爵に書いて送っており、この文書は公爵の文書記録として保管されており、ランサムが一言一句引用している。事前の試験を行えていなかったため皆が神経質になっていた。しかし試験は非常にうまくいった。タイラーは歌を作ったほどであった。50人が列車に乗車し、ブランリーズが運転士を務めた。

### トンネルの検査
この現地検査において、ブログデンとタイラーはフレジュス鉄道トンネルについても検査をしている。前述したブログデンの報告によれば、トンネル工事の進捗は良いとされた。事前に想定されていたよりかなり早く、トンネルは3年で貫通し、4年で開通にこぎつけるだろうとされた。タイラーのトンネルに関する公式報告によれば、7,366メートルが掘削済みで、4,884メートルが残されており、フランス側では硬い石英の層を突破して、より柔らかい片岩の層に戻っていた。トンネルとフランス側の鉄道網をつなぐ連絡はまた別の問題であった。建設は年内にははじまらず、さらに4年の日数が完成までにかかると見込まれた。

## 1867年9月フランス・イタリア両政府監督官
会社は、できるだけすぐに貨物輸送を開始し、さらに10月には旅客輸送も開始したいと見込んで、フランス・イタリア両政府の監督官に9月20日に検査に来るように招請した。これは楽観的に過ぎた。しかし、9月には第3号機関車、グインから納入された最初の機関車を使って非公式試運転が行われ成功した。10月には、ブラッシーは自分が請け負っている現場を巡回していた。彼は12日にモン・スニの現場に試験の成功を期待して到着した。その日は寒く湿った日であった。試験は災難であった。第3号機関車だけでなく他の2両の機関車も、試験の過程で壊れてしまった。ブラッシーは寒く湿った環境で、交換の機関車を待って立ち続けなければならなかった。彼の伝記を書いたヘルプスによれば、ブラッシーはこれで体を冷やしてしまい、結果的に亡くなってしまうことになったという。

## 1867年11月

### 総会
11月に開かれた総会では、仕様で第1級の鉄または鍛造の鋼鉄を使うべきとしていた揺動軸についてグインが質の低い鉄を使っており、そのために試運転において軸が壊れたということが株主に報告された。また従輪もきつい曲線に対応することができず、撤去する必要があった。これにより、後ろ側の動輪は追加の軸受けとばねが必要となった。1868年4月17日、タイムズ紙は7両の機関車が車軸を交換したか、またはまもなく交換される見込みであると報じた。

### 車両の納入遅れ
シュヴァリエの車両納入は遅れていた。フェル、ブログデン、バーンズの報告によれば、1867年8月時点で既に103両の貨車がサンミシェルにおいて組み立てられているところであった。しかし1868年2月までの時点で会社が受け取っていた客車は、11両発注された一等車のうち2両、5両の二等車のうち3両、8両の三等車のうち3両のみで、どれも前年6月までに納入されていなければならなかったものであった。納入済みの客車はすべて2軸客車であり、未納入の客車は3軸客車であった。1868年6月に路線が開通した時点で、エンジニア誌によれば7両の一等車、4両の二等車、8両の三等車があり、公式にはすべてそろっているものとされたが、内部情報によればそうではなかった。1870年には、フェルは3軸客車はより安定的にかつ抵抗も少なく走ると報告しているので、3軸客車も納入されていたことがわかる。

### 財務問題
財務問題もあった。1867年3月に、取締役らの保証により6万ポンドの融資を得ようとすることに取締役会が決定した。9月12日にはタイムズ紙が、7パーセント利子の社債12万5000ポンドの募集を発表し、路線はおそらく10月には開通すると付け加えた。これに対する応募はなかった。しかし、事業を継続するために、ただちに必要とされる15,000ポンドをブラッシーが保証した。
11月に開かれた総会では、会社の借り入れ枠を125,000ポンドから202,000ポンドへ引き上げ、利率を10パーセントとすることの承認を得た。債務負担は182,000ポンドであると宣言されていた。15万ポンドが株式発行により調達され、2,600ポンドだけ社債発行に拠った。20万ポンド分の債券を10パーセントで発行することが決定された。取締役らは、他の5万ポンドへの応募があることを条件として、自ら15万ポンドを購入することに同意した。これが14日以内に実行されなければ、事業は債務返済のために売却を免れないとした。のちにさらなる貸し手が見つかり、債務額は24万3000ポンドまで増加した。社債はすべて売れなかったかもしれないが、会社はこの危機を乗り越えた。

### 検査
1867年11月までに、路線はサンミシェル駅とスーザ駅、そして路線の覆いの一部を除いて完成していた。バーンズは25人を雇っていた。イギリス人の4人の優れた機関士、6人の機関車整備士、分岐器などを担当する3人の鍛冶職、客貨車を担当する整備士、鍛冶職、その見習いが1人ずつであった。2月21日にはタイムズ紙は5月1日に開通すると報じたが、しかしこれもまた実現しなかった。

## 試運転と最終的な開通 1868年4月-6月
多くの作業を終え、4月20日に試運転列車が25トンの貨物を積んでサンミシェルからスーザへ運転され、翌日戻ってきた。23日には他の機関車が1日で往復の運転を行い、片道の所要時間は途中1時間の停車を含んで5時間半であった。フランス・イタリア政府の委員会は全体の検査を4月28日から5月2日まで行った。委員会は連動装置の問題を述べたが、しかし貨物輸送については直ちに開業する許可を与え、旅客輸送については貨物輸送を15日間無事に運行した後に開業させる許可を与えた。
試運転期間は6月2日に完了した。発起人らは5月半ばに現地に到着し始めた。5月23日11時30分には、彼らはスーザからサンミシェルまでの記念列車に乗車した。ブラウント、ブログデン、バッディコム、フェル、カットビル、ベル、ブレイク、アレクサンダー、バーンズ、ゴヒア、デスブリア、クアンプトン、アリバビーン伯爵、イタリア政府コミッショナーのシグノール・ミラなど54人が乗車した。タイムズ紙とモーニング・ポスト紙の記者もいた。一般向けの開業は6月8日と発表された。
しかしこの開業日も実行されず、今回は本線鉄道との調整に手間取ったものであった。実際の初の旅客列車は1868年6月15日7時20分にスーザを出発した。
4月1日には、フレジュス鉄道トンネルは8,159メートルまで掘削が進み、残り4,061メートルとなっていた。

## 完成した路線
完成した路線には392,000ポンドかかり、1マイルあたりの費用は7,966ポンドであった。ブランリーズは当初1マイルあたり8,000ポンドと見積もっていた。パリ・リヨン・地中海鉄道の列車でサンミシェルに到着した旅客は、プラットホームの反対側に停車しているフェル式鉄道の列車に乗り換えればよかった。典型的な編成としては、グイン製の機関車が車掌車、荷物車、3両の客車を牽いていた。乗務員は機関士、火夫、車掌長と2人の制動手で、あとの3人は1両に1人ずつ乗っていた。貫通ブレーキは装備されていなかった。ウェスティングハウスの空気ブレーキは1872年に特許がとられたものであった。
列車はスーザを7時20分と8時30分に出発した。サンミシェルへの到着は11時45分と12時55分であった。フランス側の時刻はイタリア側に比べて50分遅れていたので、所要時間は5時間15分であった。8時30分の列車は、トリノを5時30分に出発する列車と連絡していた。帰りの列車はサンミシェルを13時15分と15時55分に出発した。
開通の日には、7時20分の列車は一等車、二等車、三等車が1両ずつと2両の荷物車で構成されていた。8時30分の列車はすべて一等車で、これに2両の荷物車を連結していた。どちらの列車も定刻より少し早く到着した。
鉄道による旅行は駅馬車に比べて6時間短縮され、また馬車に比べると空間に余裕があり快適で、しかも一等車であっても運賃は20フラン安かった。パリ・リヨン・地中海鉄道で到着した29人の旅客のうち、24人が新しく開通した列車を利用し、5人は駅馬車を利用した。駅馬車は衰退したものの、1871年時点でもなお1日に1便が運行されていた。

## 1868年8月の洪水
当初から郵便物輸送が行われていた。8月1日からフランス側、イタリア側の鉄道事業者とモン・スニ鉄道は共同で、それまでよりも1日早く郵便物が届くようにし、また通しでの旅客の予約を受けられるようにした。しかし8月10日に大雨をもたらした嵐が来て一部の線路を洗い流し、鉄道の運行は中止となった。そして8月17日から18日にかけての夜にアルク川が再び氾濫し、フレジュス鉄道トンネルの工事業者が残していた土砂も一因となって、橋を流してしまった。歩行者用の橋が建設されて、不通箇所を徒歩で連絡できるようにした。
パリ・リヨン・地中海鉄道の線路も、サン＝ミシェル＝ド＝モーリエンヌとサン＝ジャン＝ド＝モーリエンヌの間で被害を受けた。
モン・スニ鉄道は9月末に運行を再開したが、パリ・リヨン・地中海鉄道の方は復旧までさらに数週間かかり、サンミシェルとサンジャンの間で駅馬車による連絡が行われた。パリ・リヨン・地中海鉄道はモン・スニを経由せずマルセイユ経由のルートに旅客を迂回させる口実として喜んでいたが、実際のところモン・スニ鉄道のルートはたとえ駅馬車連絡があったとしても人気があった。

## ゼネラルマネージャー
この時点では現地にゼネラルマネージャーは置かれておらず、2人の主な管理者であるゴヒーアとバーンズはうまくやっていけていなかった。そこで取締役会はマイケル・ロングブリッジ（ジョージ・スチーブンソンの仲間）の息子で、ジェームズ・アンダーソン・ロングブリッジを指名した。ジェームズはスチーブンソンの下で修行していたころもあった。また何両かの機関車は再びクランクの交換を必要とした。より良い機関車をもっとたくさん必要としていたが、会社にはその余裕がなかった。

## 新機関車
1868年8月にクランプトンは、バーンズから新しい機関車の設計承認を得るためにモン・スニへ行った。1850年代にフランスの幹線鉄道向けにクランプトンが設計した機関車を製作したことのあるメーカーであるカイユに対して、11月中旬に4両の機関車が発注された。取締役の報告が述べるように、こうした機関車は後に買い取る約束で借り受けることになっていた。

## 1868年11月の雪による障害
1868年11月7日から10日にかけて多くの降雪があり、また機関車の故障も発生した。ヴァレンティン・ベルの弁解にもかかわらず、雪覆いは依然として完成していなかった。これにより遅れが発生したが、運休となったのは1本だけであった。1869年3月には吹き溜まりにより列車が立ち往生した。郵便物がそりで運ばれたものの、これも雪崩によって転覆した。そりの操縦者は脱出したが、郵便物を回収するのに2日かかった。

## 1869年2月の総会
1869年2月の総会では、1868年6月15日から10月31日までの収支報告が行われ、支出は収入の73パーセントであった。しかし、1868年10月31日時点の貸借対照表では、株主資本が155,550ポンド、債券が180,750ポンド、融資が17,500ポンド、その他の債務が65,487ポンドであった。フランスの債権者は営業黒字に安心して支払い繰り延べに同意した。株主が資金の返済を受けられる可能性は低くなった。サザーランド公爵とジャーヴォイス・スミスは辞任した。公爵は失敗事業を仕切ってしまい、名誉から辞任すべきであると考えた可能性がある。さらに、彼はサザーランド鉄道の会長でもあった。この会社も1868年4月にボナー・ブリッジからゴルスピーまで開通させた時点で資金を使い果たしていた。彼自身がその次の区間への延長を費用負担した。ブラッシーはモン・スニ鉄道に関わり続け、債権者の態度が厳しくなった際には自身で資金を提供した。

## さらなる発展
1869年には、毎週の収入はかなり着実に増加して700ポンドから1,700ポンドとなり、その後冬には1,000ポンドに落ちた。エドワード・ウィンパーは1869年にこの鉄道を利用し、その旅を「アルプス登攀記」に描いた。インドからの郵便物配送の試行が10月15日に行われた。スーザに67分遅れで到着したものの、モン・スニ鉄道は57分を取り戻した。この輸送はその後定期化した。
列車の平均速度は、サンミシェルとランスブールの間では双方向とも13.2マイル毎時（約21.1 km/h）、ランスブールとラ・フロンティアの間では上りは7.9マイル毎時（約12.6 km/h）、下りは10.6マイル毎時（約17.0 km/h）、ラ・フロンティアとスーザの間では下りは10.6マイル毎時（約17.0 km/h）、上りは6.6マイル毎時（約10.6 km/h）であった。
カイユ製の機関車は1869年から1870年にかけての冬に納入された。これにより貨物列車を定期運行できるようになった。対象となる貨物の中には、バルドネッキアのトンネル坑口へ運ばれる石炭や資材もあった。1870年2月10日に開かれた年次総会では、輸送量が想定を下回っているとして、取締役会は社債保有者や株主に対して1870年中の利子を払うと約束できなかった。
1870年7月には、会社の破産申し立てが行われ、ロングブリッジが暫定の管財人に指名された。鉄道の運行は継続されていたが、普仏戦争とその後の革命のために、輸送量は限られていた。パリが輸送需要の主たる源であったが、パリの包囲戦の期間中、輸送量は3分の2にになった。
フレジュス鉄道トンネルは、1870年のクリスマスに貫通した。トンネルを通る最初の列車は1871年9月16日に通り抜けた。トンネルの営業運転は1871年10月16日に開始され、モン・スニ鉄道はその前日に営業を終了した。モン・スニ鉄道は1871年には損失を出しながら運行されていた。会社はイタリア政府に補助金を求めたが、これは却下された。また同時に、免許の条件により、列車の運行を中断することはできなかった。

## 総括

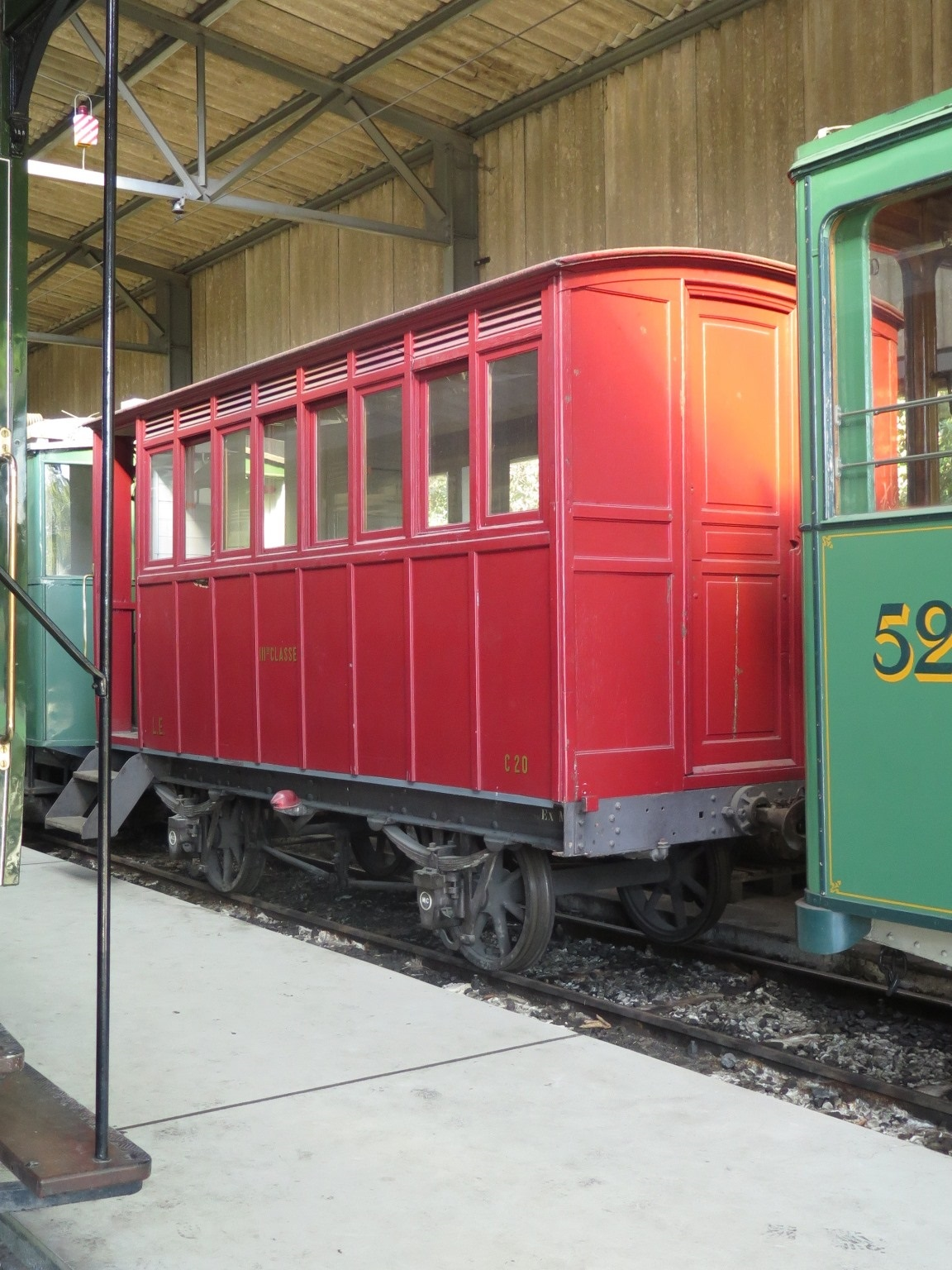
ブロネイ・シャンビイ鉄道博物館に保存されているかつての客車

鉄道の運行期間中、旅客の巻き込まれる事故はなかった。1869年12月には、貨物列車の脱線により2人が死亡した。1868年には乗務員が列車から投げ落とされて死亡した。1870年9月には、フェルは英国学術協会に対して、列車の総運行距離が20万マイル（約32万キロメートル）に達し、10万人を輸送したと報告した。インドへの郵便物は、接続を失うことは一度もなく、それまでよりも所要時間が30時間短縮された。パリからトリノまでの所要時間は一晩短縮された。モン・スニ鉄道はフェル式鉄道の価値を証明した。
フェルが1870年に英国学術協会に報告した時点で、トンネル掘削の印象的な進捗により、1871年末までには開通するであろうと正しく予測していた。同じくフェル式鉄道を採用していたブラジルのカンタガーロ鉄道はこの時点で建設中であった。中央レールを使った鉄道は、インド、スイス、スペインなどで議論になっており、さらなる鉄道がフランスやイタリアでも計画されていた。
モン・スニ鉄道の廃止後、ほとんどの資材と一部の従業員はカンタガーロ鉄道とローザンヌ-エシャラン-ベルヒャー鉄道に移った。資料保管オフィスの記録は、資材の売却益がどのように債権者に配分されて、株主がいくらかでも資金を回収できたかどうかについては何も示していない。ロングブリッジは1881年に引退し、1896年に死去した。もし清算を完了していたのであれば、彼は清算について報告していなかったことになる。

## 他のフェル式鉄道
モン・スニ鉄道開通後、フェルは速やかにブラジルのリオデジャネイロ近郊のカンタガーロ鉄道の建設に向かった。この路線はニテロイとノバ・フリブルゴを結ぶもので、モン・スニ鉄道の一部の設備を再利用しており、同じ軌間1,100ミリメートルを採用していた。この路線は1873年に開通した。ブラジル最初の山岳鉄道であり、1960年代まで運行された。
最急勾配は11分の1（約90.9パーミル）、最小曲線半径は1.4チェーン（約28.16メートル）で、こうした急な曲線では、堅固に固定された水平車輪は中央レールの不整にうまく追従できなかった。車輪の破損は頻繁に発生していた。1883年にボールドウィン・ロコモティブ・ワークスから導入した、フェル式ではない強力な0-6-0タンク機関車がフェル式の機関車を置き換えた。しかし中央レールは引き続きブレーキ用に用いられた。
フェル式鉄道はニュージーランドのリムタカインクラインでは成功裏に用いられた 。

## 年表
- 1849年：ヴィットーリオ・エマヌエーレ鉄道（イタリア語版）の構想がサルデーニャ王国政府に提出される。
- 1850年：プロジェクトが一般に発表される[42]。
- 1854年：鉄道のピードモントの区間が完成する。
- 1856年：サヴォワの区間がサン＝ジャン＝ド＝モーリエンヌまで完成する。
- 1854年・1856年：スエズ運河建設が免許される。
- 1857年：フレジュス鉄道トンネルが認可され、すぐに着工される。
- 1860年：パルマ公国、トスカーナ大公国、モデナ＝レッジョ公国、ロマーニャがサルデーニャ王国の一部となり、同時にサルデーニャ王国はサヴォワとニースをフランスに割譲する。
- 1861年：イタリア王国が成立し、イタリア統一を果たす。
- 1861年：フェルがフランスおよびイタリア政府に対して一時的に峠を越える鉄道を提案する。
- 1862年：ヴィットーリオ・エマヌエーレ鉄道の管轄がフランスのサヴォワとイタリアのピードモントの間で分割される。
- 1866年：両政府の間でフェル式の峠を越える鉄道の建設に関しての合意に調印する[43][17]。
- 1868年6月15日：モン・スニ鉄道開通[28][44]。
- 1869年：ブリンディジ港改良。
- 1869年11月：スエズ運河開通。
- 1870年：フレジュス鉄道トンネル貫通。
- 1871年10月16日：フレジュス鉄道トンネル開通、その前日まででモン・スニ鉄道営業終了[39]。
- 1872年：オーストラリア陸上電信線（英語版）開通により、ロンドンとメルボルンが電信でつながる。
- 1873年：ジュール・ヴェルヌの小説「八十日間世界一周」刊行、開通した鉄道路線を利用している[45]。